# Midway (Ohio)
Midway è un villaggio degli Stati Uniti d'America, situato nello stato dell'Ohio, nella contea di Madison.